# Cime di Val Loga
Cime di Val Loga – szczyt w Alpach Lepontyńskich, części Alp Zachodnich. Leży na granicy między Szwajcarią (kanton Gryzonia) a Włochami (region Lombardia). Należy do podgrupy Alpy Adula.